# Борлітобинський район
Борлітоби́нський район (каз. Бөрілітөбе ауданы) — колишня адміністративна одиниця третього порядку у складі Талдикорганської області Казахстану, яка існувала у період 1933-1997 років.

## Історія
Бурлю-Тобинський район утворений 16 листопада 1933 року у складі Алма-Атинської області Казахської АРСР РРФСР. До його складу увійшли частини сусідніх районів:
- з Аксуйського району — сільрада № 21 та Матайська селрада
- з Каратальського району — сільради № 8 та № 9, Бурлю-Тобинська селрада
- з Чубартауського району — сільради № 6 та № 9

19 листопада того ж року сільради були перейменовані: № 6 в Майкамиську, № 8 в Кзил-Балицьку, № 9 Каратальського району в Балхаську, № 9 Чубартауського району в Карачаганську, № 21 в Кок-Жиденську. 1934 року була утворена Лепсинська селрада. 1935 року з Коунрадського району Каркаралінського округу передано сільраду імені 8 Березня, 1936 року вона була повернута до Коунрадського району. 20 грудня 1937 року селище Бурлю-Тобе отримало статус смт. 14 листопада 1938 року статус смт отримали також Лепси, Ілі, Сари-Узек, Матай. 1940 року утворено Кок-Терецьку сільраду. 22 квітня 1941 року райцентр перенесено до смт Лепси. 1943 року зі складу Карагандинської області передано смт Саяк. 15 березня 1944 року район передано до складу Талди-Курганської області. Того ж року смт Саяк отримало статус села. 1949 року ліквідовано Бурлю-Тобинську селраду, утворено смт Мулали. 1954 року ліквідовано Балхаську та Майкамиську сільради. 6 червня 1959 року район увійшов до складу Алма-Атинської області. 30 грудня того ж року район ліквідовано, територія розділена між Аксуським, Капальським та Каратальським районами.
10 березня 1972 року район відновлено як Бурлютобинський у складі Талди-Курганської області. До його складу увійшли:
- з Аксуського району — Кураксуська сільрада та Матайська селрада
- з Алакульського району — смт Актогай
- з Андрієвського району — Карашиганська, Кокжиденська, Коктерецька сільради, Лепсинська селрада
- з Капальського району — Мулалинська сільрада
- з Каратальського району — Канбактинська та Кзилбалицька сільради

Того ж року Канбактинська сільрада повернута до Каратальського району. 1977 року утворено Єгінсуську сільраду, Мулалинська селрада ліквідована, смт Мулали передано до складу Капальського району. 1987 року смт Актогай передано до складу Таскескенського району Семипалатинської області. 7 жовтня 1993 року Бурлютобинський район перейменовано в Борлітобинський. 28 лютого 1997 року район ліквідовано, територія розподілена між Аксуським, Капальським, Каратальським та Саркандським районами.

## Населення
Населення району складало 20171 особа (1989).

## Адміністративний поділ
Станом на 1989 рік до складу району входили 2 селради (Лепсинська, Матайська) та 7 сільрад (Єгінсуська, Карашаганська, Кизилбалицька, Кокжиденська, Коктерецька, Кураксуська, Матайська).